# Владимирска митрополија
Владимирска митрополија (рус. Владимирская митрополия) митрополија је Руске православне цркве.
Образована је одлуком Светог синода од 16. јула 2013, а налази се у оквиру граница Владимирске области. У њеном саставу се налазе три епархије: Александровска, Владимирска и Муромска.